# Derny

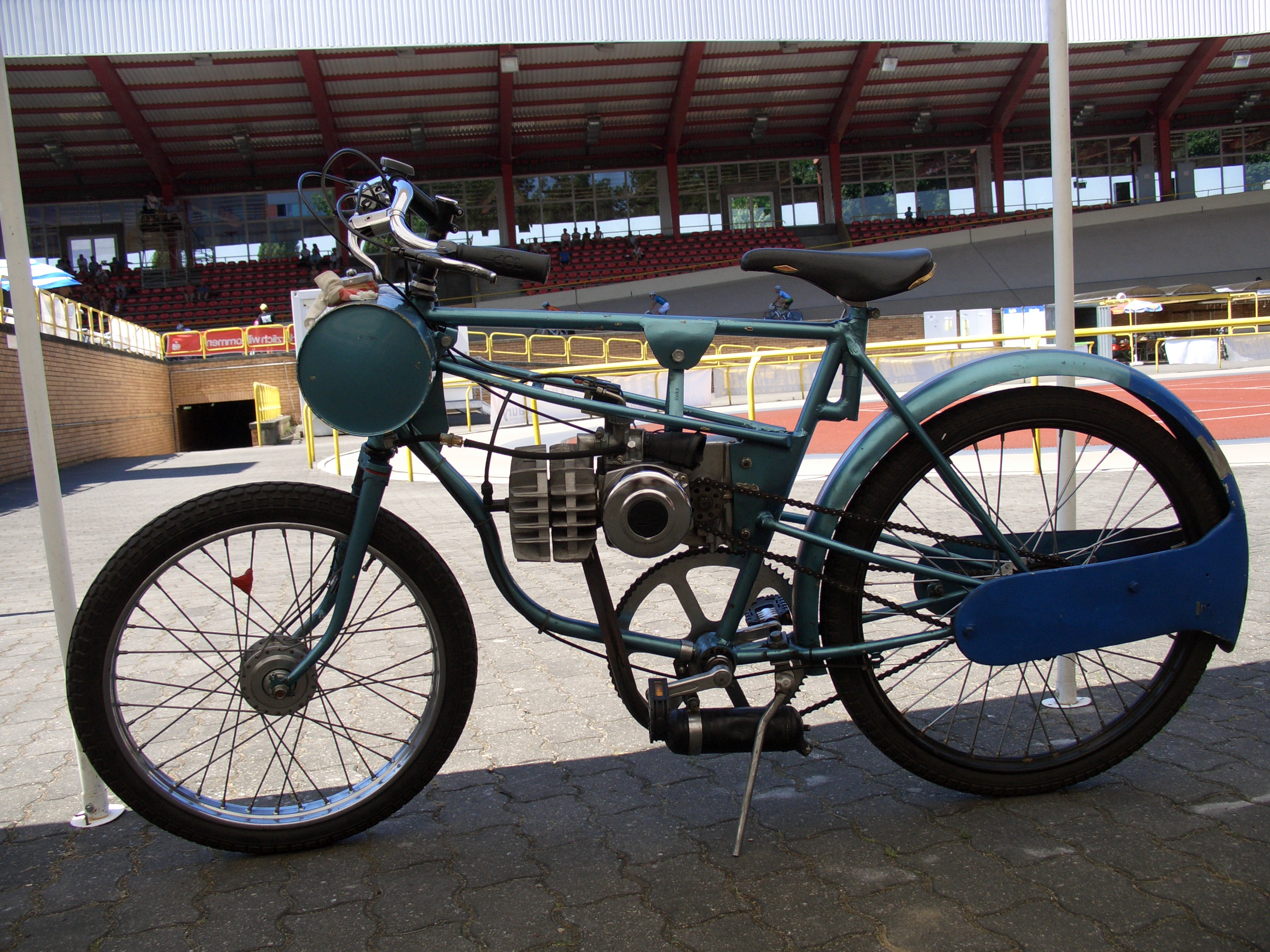
Derny

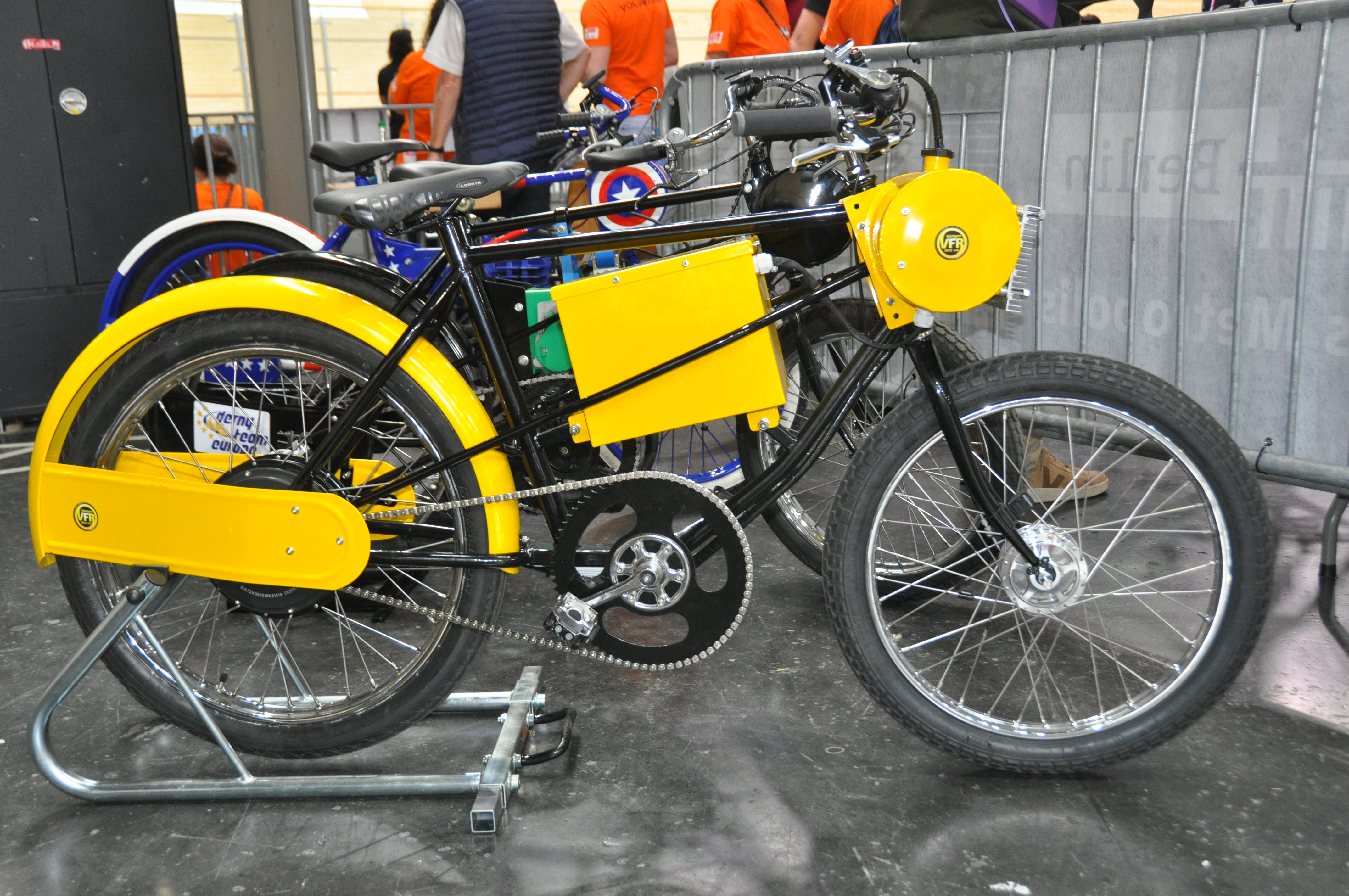
E-Derny von Schrittmacher Peter Bäuerlein

Ein Derny ist ein leichtes Motorrad für Schrittmacherdienste im Radsport.

## Entwicklung
Das erste Derny wurde 1938 vom ehemaligen Radrennfahrer Roger Derny konstruiert, um auf Teilstrecken des klassischen Straßenradrennens Bordeaux–Paris für Schrittmacherdienste eingesetzt zu werden. Das Herstellerunternehmen Roger Derny & Fils mit Sitz in Paris wurde 1958 geschlossen, die Bezeichnung für diese leichten Motorräder aber übernommen.
„Burdin Derny“ war die Bezeichnung für das Nachfolgemodell, das Alain Burdin in der Peripherie von Paris produzierte und in ganz Europa verkaufte. Mitte der 1980er-Jahre stellte er seine Produktion aus Altersgründen ein. Das meistverbreitete aktuelle Dernymodell wird seit Mitte der 1990er-Jahre von Arie Simon in Belgien produziert und ist auf Radrennbahnen in mehr als 20 Nationen verbreitet.

## Konstruktion
Dernys haben sich seit ihrer Erfindung bis heute kaum verändert und sind so konstruiert, dass sich mit ihnen eine Geschwindigkeit von etwa 70 Kilometer pro Stunde erzielen lässt. Die Motorleistung des ca. 75-cm³-Zweitaktmotors beträgt ca. 5 PS. Um den nötigen Gleichlauf zu erzielen, muss der Schrittmacher (Fahrer) körperlich mitarbeiten, indem er zusätzlich Kraft auf die Tretkurbel ausübt, die durch einen starren Gang mit der Hinterradnabe verbunden ist. Der Radrennfahrer hat im Windschatten eines Dernys eine Kraftersparnis von 30 bis 40 Prozent. Große Übersetzungen lassen sich bei hohem Tempo „leichter“ treten, haben aber den Nachteil, das Anfahren zu erschweren. Daher wird das Derny von vielen professionellen Radsportlern auch gern im Training zum „Einrollen“ eingesetzt. 
In jüngerer Zeit, zum Beispiel bei den Olympischen Sommerspielen 2012 und bei den Olympischen Sommerspielen 2016, wurden in der Disziplin Keirin auch Elektromotorräder als Derny eingesetzt.

## Einsatz
Dernys werden vor allem im Bahnradsport als Schrittmacher in Dernyrennen vergleichbar mit den Steherrennen verwendet.
In einigen europäischen Ländern (u. a. Deutschland, Niederlande, Belgien, Frankreich, Italien) werden jährlich Wettbewerbe zur Ermittlung der nationalen Dernymeister in unterschiedlichen Kategorien (z. B. Männer Elite, Frauen Elite, Männer U23) durchgeführt. In Deutschland wurde von 1978 bis 2000 und wieder ab 2014 im jährlichen Rhythmus eine Deutsche Derny-Meisterschaft in der Kategorie Amateure und ab 1990 in der Kategorie Männer Elite (open) ausgetragen. Unregelmäßig fand vor 1990 auch eine Deutsche Derny-Meisterschaft der Berufsradrennfahrer statt, die u. a. 1980 von Dietrich Thurau gewonnen wurde.
Alle Derny-Europameisterschaften, die vor dem Jahr 2000 stattfanden, wurden von der Union Internationale des Vélodromes (UIV) durchgeführt, waren nicht ausschließlich auf Starter aus europäischen Ländern beschränkt und die Sportler wurden eingeladen. Deshalb gelten sie als inoffiziell. Die erste offizielle Derny-Europameisterschaft wurde von der Union Européenne de Cyclisme (UEC) im Jahr 2000 in Amsterdam ausgetragen. Seitdem finden diese kontinentalen Wettkämpfe jährlich statt. 

1954 wurden Dernys erstmals beim Sechstagerennen in Brüssel eingesetzt. Heute werden Rennen hinter Derny hauptsächlich bei Sechstagerennen und Kriteriumsveranstaltungen sowie im Keirin ausgetragen.

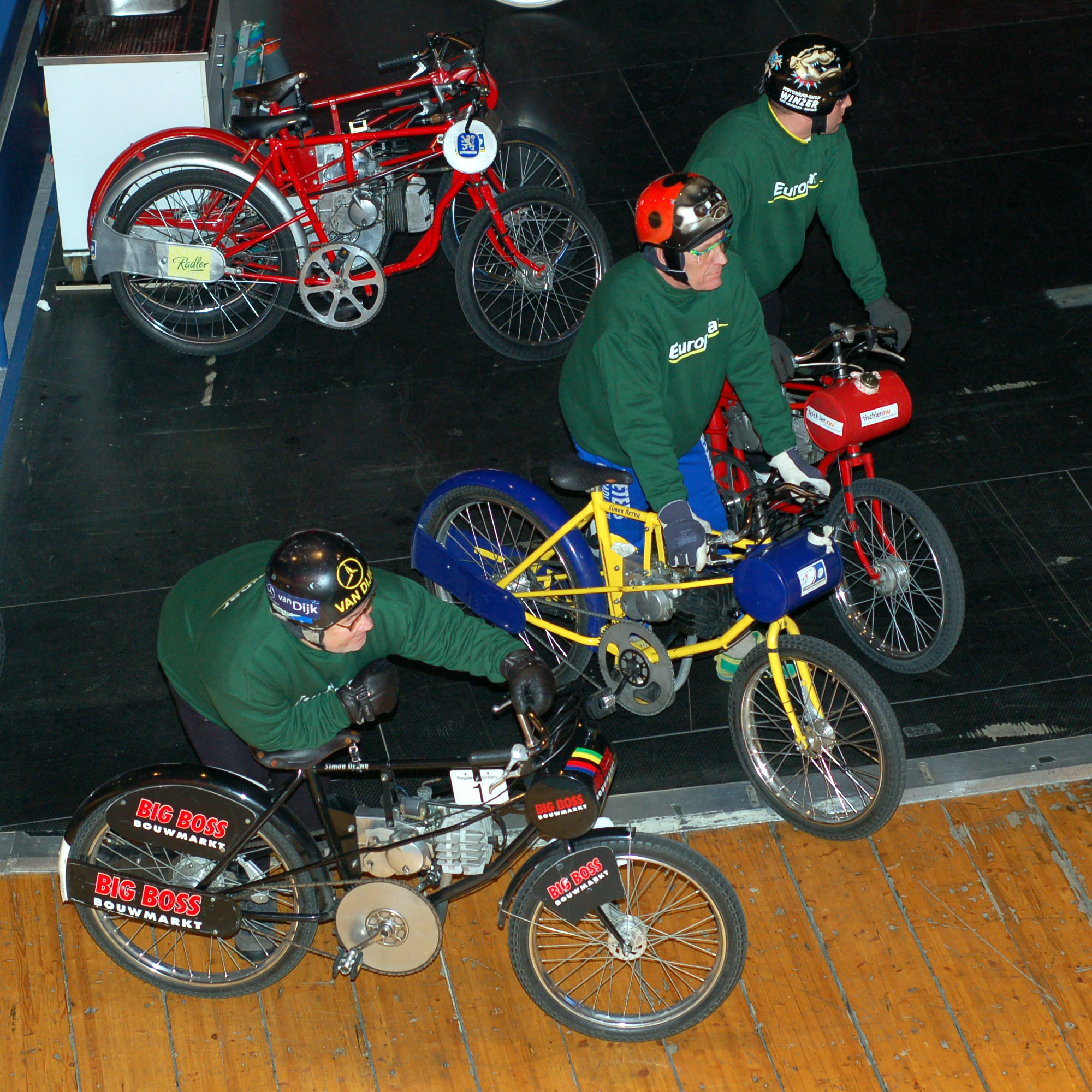
Drei Dernys mit Fahrern
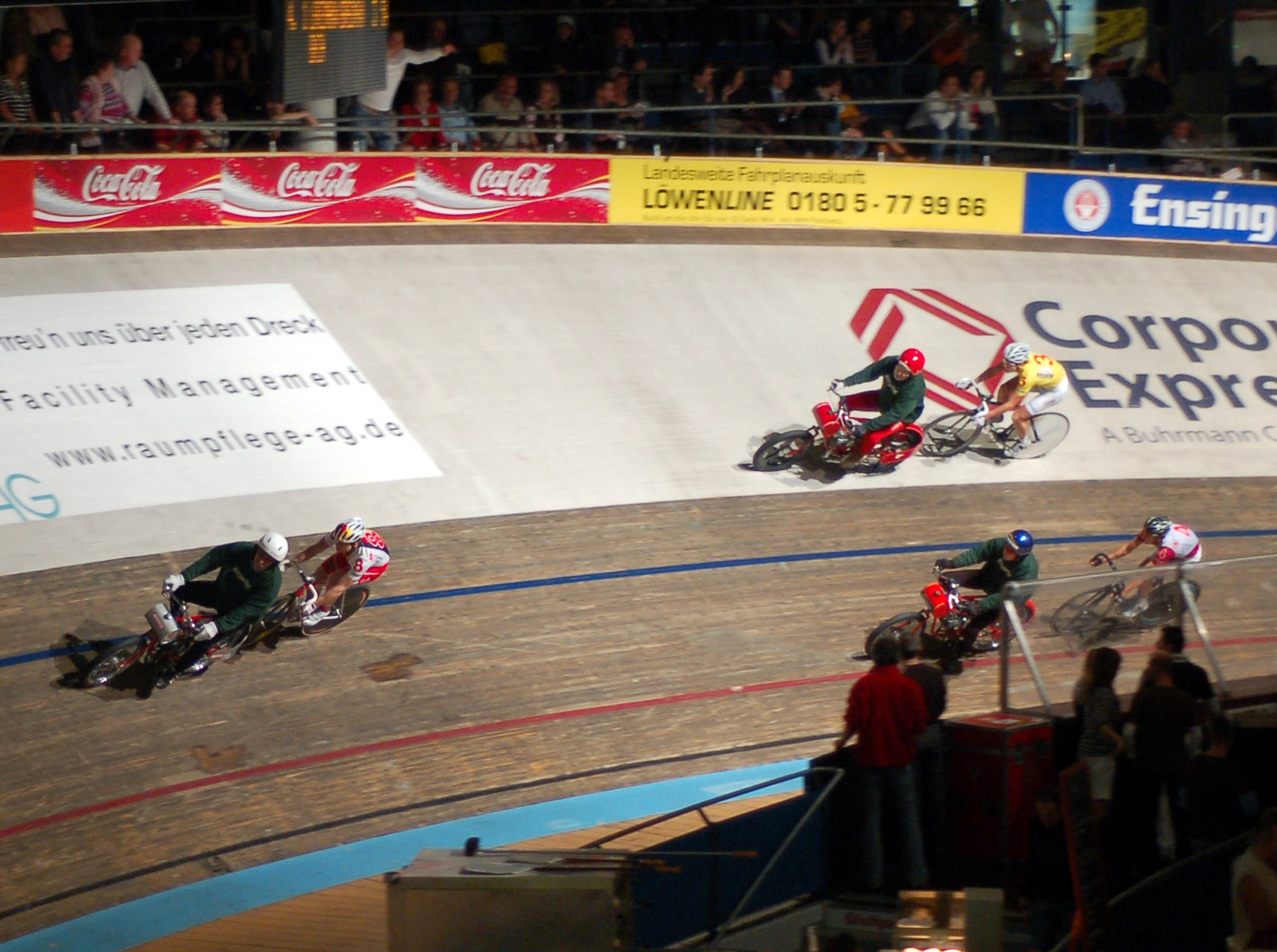
Derny-Rennen
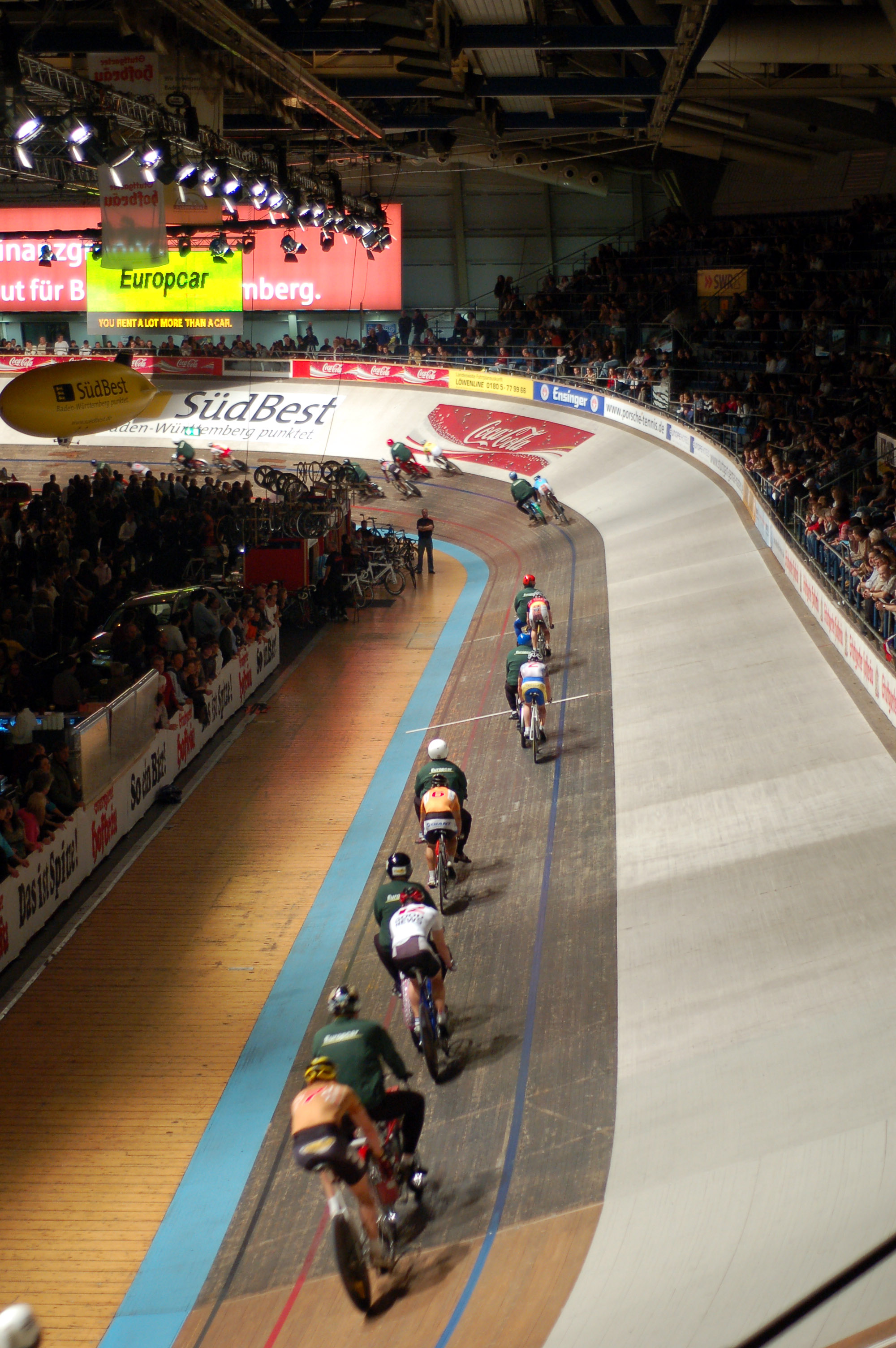
Derny-Rennen
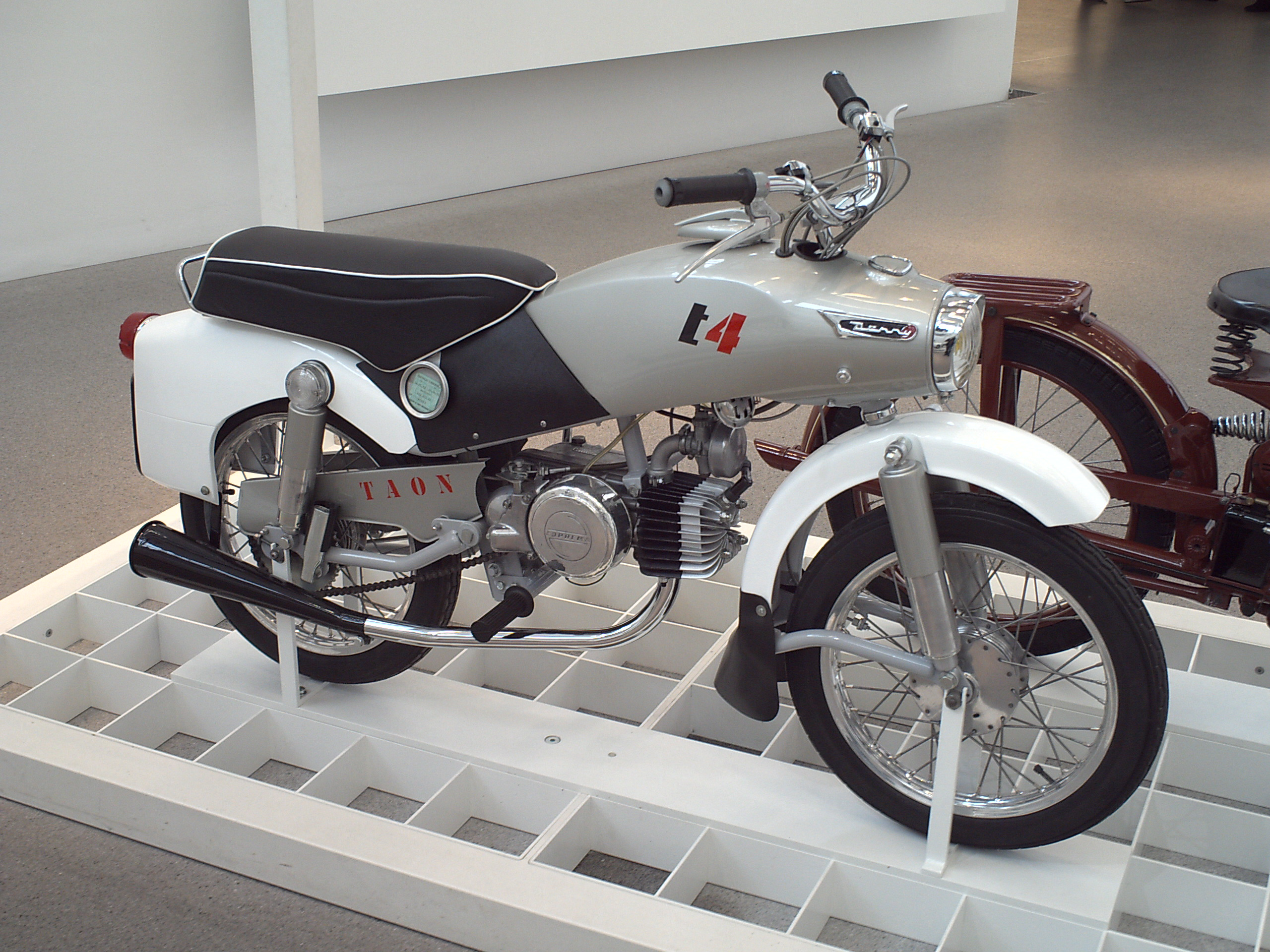
Ein „Taon 125“, von der Firma Derny 1955/56 gebautes Motorrad